# Баум Герхарт
Баум Рудольф Герхарт (нім. Gerhart Rudolf Baum; 21 березня 1927 , Дрезден— 31 березня 2016, Кельн) — німецький політичний діяч, міністр внутрішніх справ ФРН у 1978—1982 роках, член Вільної демократичної партії ФРН, адвокат, громадський діяч у галузі захисту прав людини.

## Біографія
Герхарт Баум народився в освіченій буржуазній родині, його дід та батько були адвокатами. Мати – росіянка. Після бомбардування бомбардування Дрездена в лютому 1945 мати Герхарта з трьома дітьми виїхала спочатку в Тегернзе, а 1950 Бауми перебралися в Кельн. Батько Герхарта помер у радянському полоні. Після закінчення школи Баум вивчав юриспруденцію в Кельнському університеті, в 1957 успішно склав перший державний іспит на юриста. Після стажування у 1961 році склав другий іспит. Працював адвокатом у Кельні, у 1962—1972 роках входив до правління Федерального об'єднання спілок роботодавців Німеччини. В 1994 повернувся до адвокатської діяльності і з 2007 був старшим партнером в адвокатській конторі Baum, Reiter & Collegen, що спеціалізується на захист прав вкладників і споживачів. Герхарт Баум представляв інтереси родичів жертв авіаційної катастрофи в Рамштайні та аварії «Конкорду», а також радянських громадян, викрадених на примусові роботи до Німеччини.
У 1954 році вступив до лав СДПН. У 1972-1994 роках був депутатом бундестагу. У 1972-1978 роках Баум був парламентським секретарем Міністерства внутрішніх справ. У 1978-1982 роках обіймав посаду міністра внутрішніх справ. З 1982 по 1991 рік він обіймав посаду заступника голови СДПН.
Помер 15 лютого 2025 року у віці 92 років.

## Особисте життя
Герхарт Баум був одружений другим шлюбом, у нього троє дітей від першого шлюбу, проживав у Кельні та Берліні.